# Yoshiaki Shimojo
Yoshiaki Shimojo (下條 佳明 Shimojo Yoshiaki?), född 10 maj 1954 i Nagano prefektur, är en japansk före detta fotbollsspelare och tränare.
Shimojo började sin karriär 1978 i Nissan Motors. Med Nissan Motors vann han japanska cupen 1983. Han avslutade karriären 1984.
Shimojo har efter den aktiva karriären verkat som tränare och har tränat J1 League-klubbar, Yokohama F. Marinos.